# Quintus Fabius Barbarus Valerius Magnus Iulianus
Quintus Fabius Barbarus Valerius Magnus Iulianus war ein im 1. und 2. Jahrhundert n. Chr. lebender römischer Politiker. In den Militärdiplomen wird sein Name als Quintus Fabius Barbarus angegeben.
Er war praetorischer Legat der legio III Augusta in Africa unter Kaiser Nerva. Durch Militärdiplome ist belegt, dass er am 14. August 99 zusammen mit Aulus Caecilius Faustinus Suffektkonsul war. Quintus Fabius Barbarus Antonius Macer, Konsul im Jahr 66, war sein Vater oder Großvater.